# This Mortal Coil
This Mortal Coil var ett samarbete mellan musiker associerat till skivbolaget 4AD. Grundarna av skivbolaget, Ivo Watts-Russell och John Fryer var de enda officiella medlemmarna.
Musikerkollektivet spelade för det mesta coverversioner av psykedelisk rock och folk från 1960- och 1970-talet. Många av låterna var instrumentala.

## Diskografi
Studioalbum
- 1984 – It'll End in Tears
- 1984 – Filigree & Shadow
- 1991 – Blood

EP
- 1983 – This Mortal Coil
- 1991 – Late Night

Singlar
- 1983 – "Song to the Siren" / "Sixteen Days (Reprise)"
- 1984 – "Kangaroo" / "It'll End in Tears"
- 1986 – "Come Here My Love" / "Drugs"
- 1991 – "You and Your Sister" / "Late Night"

Samlingsalbum
- 1993 – 5 Selected Originals
- 1993 – 1983-1991
- 2011 – This Mortal Coil
- 2012 – Dust & Guitars